# Wiesengrund
Wiesengrund település Németországban, azon belül Brandenburgban. Lakosainak száma 1371 fő (2023. december 31.).

## Népesség
A település népességének változása:
| Lakosok száma | 1386 | 1375 | 1342 | 1351 | 1371 |
|               | 2017 | 2019 | 2021 | 2022 | 2023 |